# Макракис, Апостолос
Апо́столос Макра́кис (греч. Απόστολος Μακράκης, 1831—1905) — греческий религиозный и общественный деятель, богослов, писатель, полемист, религиозный философ и проповедник. Был отлучён от Элладской православной церкви.

## Биография
Родился в 1831 году на Сифносе. В 1851 году после окончания школы уехал в Константинополь, столицу Османской империи. Получил превосходное философское и богословское образование в Великой школе нации в Константинополе. В середине XIX века был сторонником постепенной эллинизации Османской империи изнутри.
С 1866 года занимался литературной деятельностью в Афинах, столице королевства Греция. Основатель и сотрудник богословских журналов: «Δικαιοσύνη», «Κήρυγμα» и «Логос» («Λόγος»). Автор множества книг, статей, редактор богословских и философских сборников («Введение в философию», «Логика», «Этика», «Философия», «Богословие», толкования на различные книги Священного Писания, речи и другие). Священноначалием Элладской православной церкви был поставлен в иерокирикса (проповедника, ἱεροκήρυξ). Активно проповедовал в Афинах. Выступал на публичных чтениях на площади Омониас. Стал первопроходцем греческого религиозного обновления. Являлся крайним традиционалистом и антизападником. Был сторонником «истинной христианской философии», чрезмерного ригоризма и антинатализма. Написал объёмные комментарии к сборнику канонов, известному как Пидалион, первоначально составленному Никодимом Святогорцем. Создал собственную религиозную гностическую систему, многие положения которой прямо противоречили догматам и канонам. По мнению критиков, Макракис впал в прелесть и считал себя «апостолом Божиим», присланным в мир для исправления и преобразования греческого общества. В 1876 году основал в Афинах «Школу Логоса» (Σχολή του Λόγου). Участником школы был Евсевий Матфопулос. Журнал «Логос» начал кампанию против установившегося ещё при турках обычая давать взятку («мзду») греческому правительству за утверждение епископов — симонии в связи с хиротонией епископов Патрасского, Мессинийского и Кефаллинийского. Два министра кабинета Димитриоса Вулгариса получили тюремные сроки за то, что приняли «мзду». Суд Синода отказался низвергать епископов из сана. Макракис называл современное ему греческое правительство «порочным и сатанинским учреждением», а церковь считал разложившейся, исполненной заблуждений и пороков, в связи с чем основал два религиозных общества (силлог, σύλλογος): «Креститель Иоанн» («Βαπτιστή Ιωάννη») в 1877 году и «Константин Великий» («Μέγα Κωνσταντίνο») в 1879 году и собственную «церковь» — парасинагогу, в которой богослужение совершалось его учениками. Члены группы Макракиса обличили Афинского митрополита Прокопия в «ереси симонианства». Исповедь была публичная, в присутствии мирян, а потом были избраны особые исповедницы из последовательниц Макракиса. Как следует из окружного послания Элладской православной церкви от 21 декабря 1878 года Священный Синод, а позднее и Вселенский патриархат признали учение Макракиса еретическим, также Синод осудил его группу за неповиновение местным епископам. Главной ересью Макракиса было его учение о трёхчастном составе человека — из души, тела и духа, где дух — дух Божий, в то время как профессора богословского факультета Афинского университета («рассадника тьмы» по Макракису) находили в творениях отцов Церкви только высказывания в пользу двусоставности человеческой природы. Также были осуждены многие суждения Макракиса о богослужении, Причащении Святых Тайн и исповеди. Макракис и его группа подверглись серьёзному преследованию, запрещению и ссылке. Девять клириков, его последователей были заключены в монастыри. «Школа Логоса» была закрыта правительством. Макракиса привлекли к суду за распространение ереси и ниспровержение господствующей религии. Макракис был заключён в тюрьму, из которой через некоторое время был освобождён, а после опять и притом несколько раз подвергался лишению свободы. В 1884 году виновные в даче «мзды» епископы были подвергнуты лёгкой каре, большинство членов группы порвали с Макракисом и помирились с иерархией. Однако в конце XIX века насчитывалось 5 тысяч последователей учения Макракиса. После осуждения Синодом Макракис впал в экстатический профетизм, предсказывал взятие Константинополя греками.
Разбором и обличением ложных мнений Апостолоса Макракиса занимались в то время многие, по мнению игумена монастыря Дионисиат Гавриила (Γαβριήλ Διονυσιάτης, 1886—1983) наиболее неопровержимо удалось доказать их шаткость Даниилу Катунакскому, который в 1898 году опубликовал книгу «Против Макракиса». В 1899 году Эвангелос Карусос (Ευάγγελος Δ. Καρούσος) опубликовал книгу против Макракиса — Ο Απόστολος Μακράκης εν σχέσει προς τον ευαγγελικόν νόμον και τον ορθόν λόγον. Работу, посвящённую полемике с Макракисом написал Макарий (Каллиархис, Μακάριος Καλλιάρχης), епископ Каристийский (1852—1896).
Есть свидетельство, что Апостолос Макракис приходил в Лонговардский монастырь на Паросе на исповедь к преподобному Арсению Паросскому (Новому, Άγιος Αρσένιος εν Πάρω, 1800—1877).
Публично выступал против распространения масонства в высших кругах греческого общества. Апостолос Макракис называл масонство не философским («φιλοσοφική»), а «филозофическим» («φιλοζοφική») обществом, потому что масоны любят тьму, мрак (ζόφος) и таинственность.
В конце XIX века новый всплеск интереса к изучению Апокалипсиса произошёл благодаря комментарию Апостолоса Макракиса (1882).